# Palais Bhubing
Le Palais Bhubing est la résidence royale d’hiver thaïlandaise où la famille royale séjourne pour se reposer et rendre visite au peuple du nord de la Thaïlande. C'est aussi une maison d’hôte pour les visiteurs royaux.

## Description
Le Palais Bhubing est situé dans le district Doi Buak Ha, dans la province de Chiang Mai. Il a été construit en 1961. Au début, il n’y avait que le bâtiment de la résidence royale et la maison d’hôte. L’autre bâtiment fut ajouté plus tard.
Phra Tamnak Bhubing Rajanives a été construit en style thaï du nord nommé “Ruen Mu” (le groupe de maisons). Le bâtiment est construit sur pilotis. À l’étage se trouve la résidence royale ; le rez-de-chaussée est la résidence de l’entourage royal. 
Le palais comprend de nombreux bâtiments :
- Ruen Peek Mai est la résidence de la princesse.
- Chulabhorn est la maison d’hôte royale.
- Ruen Rab Rong (la maison d’hôte royale) qui a été construite en style thai et moderne, est la maison d’hôte pour le visiteur royal et les membres de l’entourage royale. C’est également la place du visiteur qui veut rendre visite la famille royale pour attendre.
- Pavillon Pha Mon et le jardin de Fern qui est la petite vallée qui est découverte par variété des arbres. Sur la vallée, il y a la cabane qui est construite en bambou. Cette cabane est utilisée pour la recréation royale et les dîners qui ne sont pas officiels.
- Phra Tamnak Siri Song Bhubing est nommé “ Phra Tamnak Eucalyptus” a été construit sur commande de la reine Sirikit. Le dessinateur est M. Kitti Kupatavinij. La construction a commencé le 5 septembre 1991 et finit en janvier 1992.
- Phra Tamnak Payak Sathit a été  construit en 1993. C’est la résidence royale du Prince Vajiralongkorn.
- Phra Tamnak Sri Nagarindra est l’étage double avec la base qui est situé sur la vallée, est construit en style thaï qui est combine par style thaï au nord et du centre de la Thaïlande. Une fois, sa majesté la Princesse Sri Nagarindra et sa majesté la Princesse Galyani Vadhana y ont demeuré. Le dessinateur est Rachawongse Mitrarun Kasemsri.
- Suan Suwaree est un jardin de roses. Il a été  construit en 1999 pour commémorer Thanpuying Suwaree Taepakam.
- Hor Phra est la place privée royale où il y a l’image de Buddha. La construction est en style thai Lanna et moderne.